# Paraphidnia lankesteri
Paraphidnia lankesteri är en insektsart som beskrevs av Rehn, J.A.G. 1918. Paraphidnia lankesteri ingår i släktet Paraphidnia och familjen vårtbitare. Inga underarter finns listade i Catalogue of Life.